# 서수별 사단 목록
다음은 서수별 사단의 동음이의 문서를 모은 색인 목록이다.

## 서수별 목록

### 1 ~ 99
- 제1사단
- 제2사단
- 제3사단
- 제4사단
- 제5사단
- 제6사단
- 제7사단
- 제8사단
- 제9사단
- 제10사단
- 제11사단
- 제12사단
- 제13사단
- 제14사단
- 제15사단
- 제16사단
- 제17사단
- 제18사단
- 제19사단
- 제20사단
- 제21사단
- 제22사단
- 제23사단
- 제24사단
- 제25사단
- 제26사단
- 제27사단
- 제28사단
- 제29사단
- 제30사단
- 제31사단
- 제32사단
- 제33사단
- 제34사단
- 제35사단
- 제36사단
- 제37사단
- 제38사단
- 제39사단
- 제40사단
- 제41사단
- 제42사단
- 제43사단
- 제44사단
- 제45사단
- 제46사단
- 제47사단
- 제48사단
- 제49사단
- 제50사단
- 제51사단
- 제52사단
- 제53사단
- 제54사단
- 제55사단
- 제56사단
- 제57사단
- 제58사단
- 제59사단
- 제60사단
- 제61사단
- 제62사단
- 제63사단
- 제64사단
- 제65사단
- 제66사단
- 제67사단
- 제68사단
- 제69사단
- 제70사단
- 제71사단
- 제72사단
- 제73사단
- 제74사단
- 제75사단
- 제76사단
- 제77사단
- 제78사단
- 제79사단
- 제80사단
- 제81사단
- 제82사단
- 제83사단
- 제84사단
- 제85사단
- 제86사단
- 제87사단
- 제88사단
- 제89사단
- 제90사단
- 제91사단
- 제92사단
- 제93사단
- 제94사단
- 제95사단
- 제96사단
- 제97사단
- 제98사단
- 제99사단

### 100 ~ 199
- 제100사단
- 제101사단
- 제102사단
- 제103사단
- 제104사단
- 제105사단
- 제106사단
- 제107사단
- 제108사단
- 제109사단
- 제110사단
- 제111사단
- 제112사단
- 제113사단
- 제114사단
- 제115사단
- 제116사단
- 제117사단
- 제118사단
- 제119사단
- 제120사단
- 제121사단
- 제122사단
- 제123사단
- 제124사단
- 제125사단
- 제126사단
- 제127사단
- 제128사단
- 제129사단
- 제130사단
- 제131사단
- 제132사단
- 제133사단
- 제134사단
- 제135사단
- 제136사단
- 제137사단
- 제138사단
- 제139사단
- 제140사단
- 제141사단
- 제142사단
- 제143사단
- 제144사단
- 제145사단
- 제146사단
- 제147사단
- 제148사단
- 제149사단
- 제150사단
- 제151사단
- 제152사단
- 제153사단
- 제154사단
- 제155사단
- 제156사단
- 제157사단
- 제158사단
- 제159사단
- 제160사단
- 제161사단
- 제162사단
- 제163사단
- 제164사단
- 제165사단
- 제166사단
- 제167사단
- 제168사단
- 제169사단
- 제170사단
- 제171사단
- 제172사단
- 제173사단
- 제174사단
- 제175사단
- 제176사단
- 제177사단
- 제178사단
- 제179사단
- 제180사단
- 제181사단
- 제182사단
- 제183사단
- 제184사단
- 제185사단
- 제186사단
- 제187사단
- 제188사단
- 제189사단
- 제190사단
- 제191사단
- 제192사단
- 제193사단
- 제194사단
- 제195사단
- 제196사단
- 제197사단
- 제198사단
- 제199사단

## 같이 보기
- 사령부 목록
- 연대 목록 (군사)
- 여단 목록
- 사단 목록
- 명칭별 사단 목록
- 군단 목록

| Disambiguation icon | 이 문서는 명칭이 같고 같은 종류에 속하는 여러 대상을 연결하는 색인 문서입니다. |